# جمعية الشبان المسيحيين – القدس

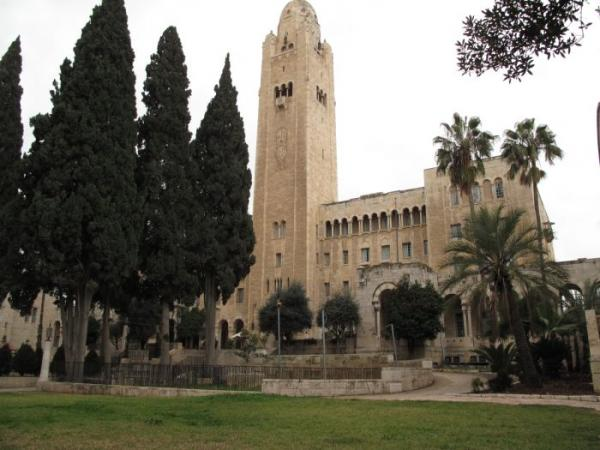
مقر جمعية الشبان المسيحيين في مدينة القدس

جمعية الشبان المسيحيين الدولية بالقدس (بالإنجليزية:Jerusalem International Young Men Christian Association - YMCA) هي فرع لجمعية الشبان المسيحيين في القدس أنشئ في أوائل القرن العشرين.

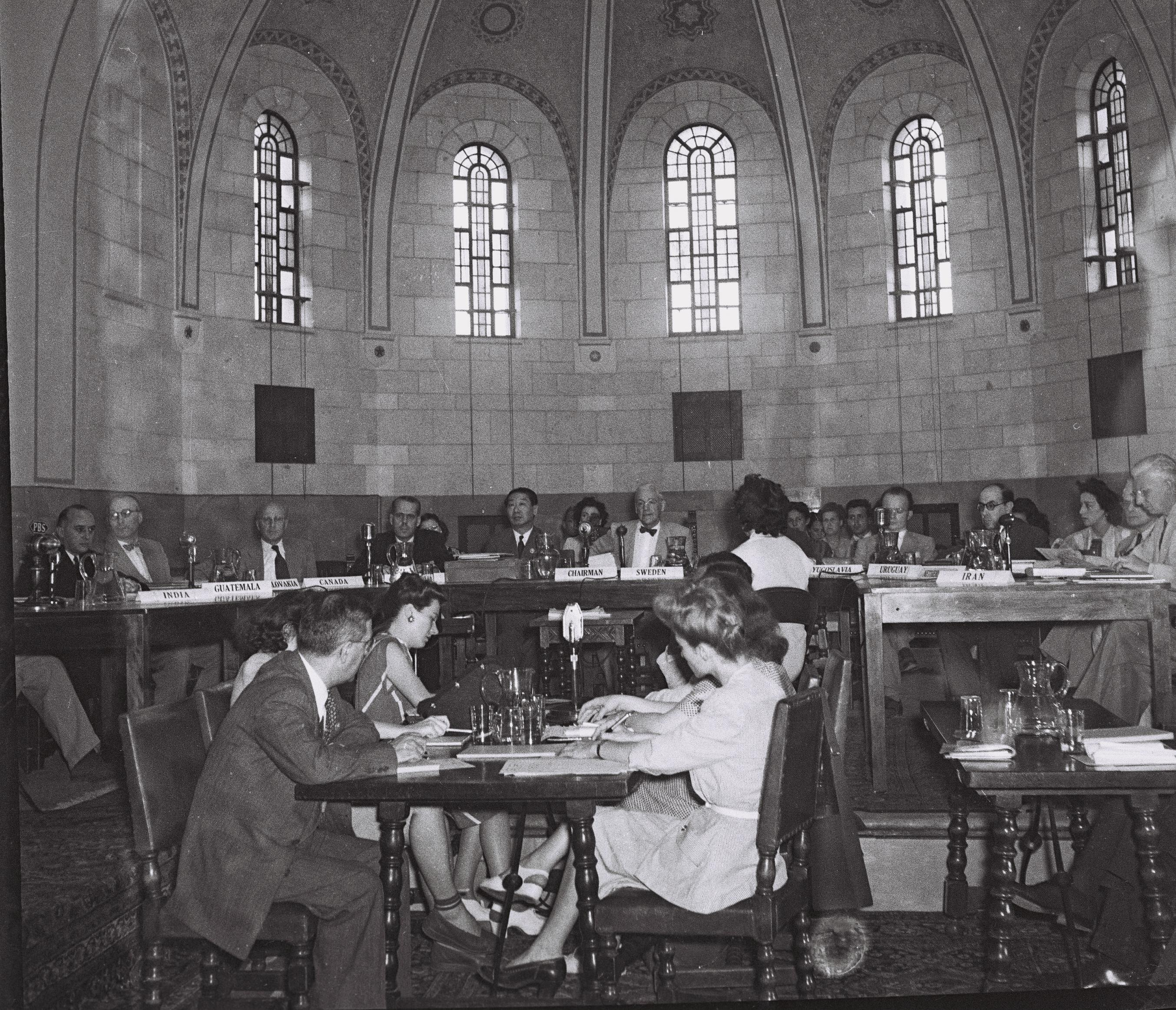
عقدت العديد من جلسات لجنة اليونسكوب لتقرير مصير فلسطين في جمعية الشبان المسيحية

## التاريخ
في عام 1924 جمع الأمين العام لجمعية الشبان المسيحية الدولية أرشيبالد كلينتون هارت مبلغ مليون دولار من أجل بناء المبنى.
وُضِع حجر الأساس في عام 1928 من قبل اللورد بلومر المفوض السامي البريطاني لفلسطين على قطعة أرض في قسم نيقوريا الغربية من القدس تم شراؤها من بطريركية القدس الأرثوذكسية اليونانية.
تم تكريس جمعية الشبان المسيحية في القدس بعد سبع سنوات من البناء عام 1933 بعبارة «هنا هو المكان الذي يسود فيه جو من السلام، حيث يمكن نسيان الغيرة السياسية والدينية وتعزيز الوحدة الدولية وتطويرها». ورث هارت منزله الذي يطل على ضفاف الجليل إلى الجمعية كمرفق دولي للمؤتمرات.

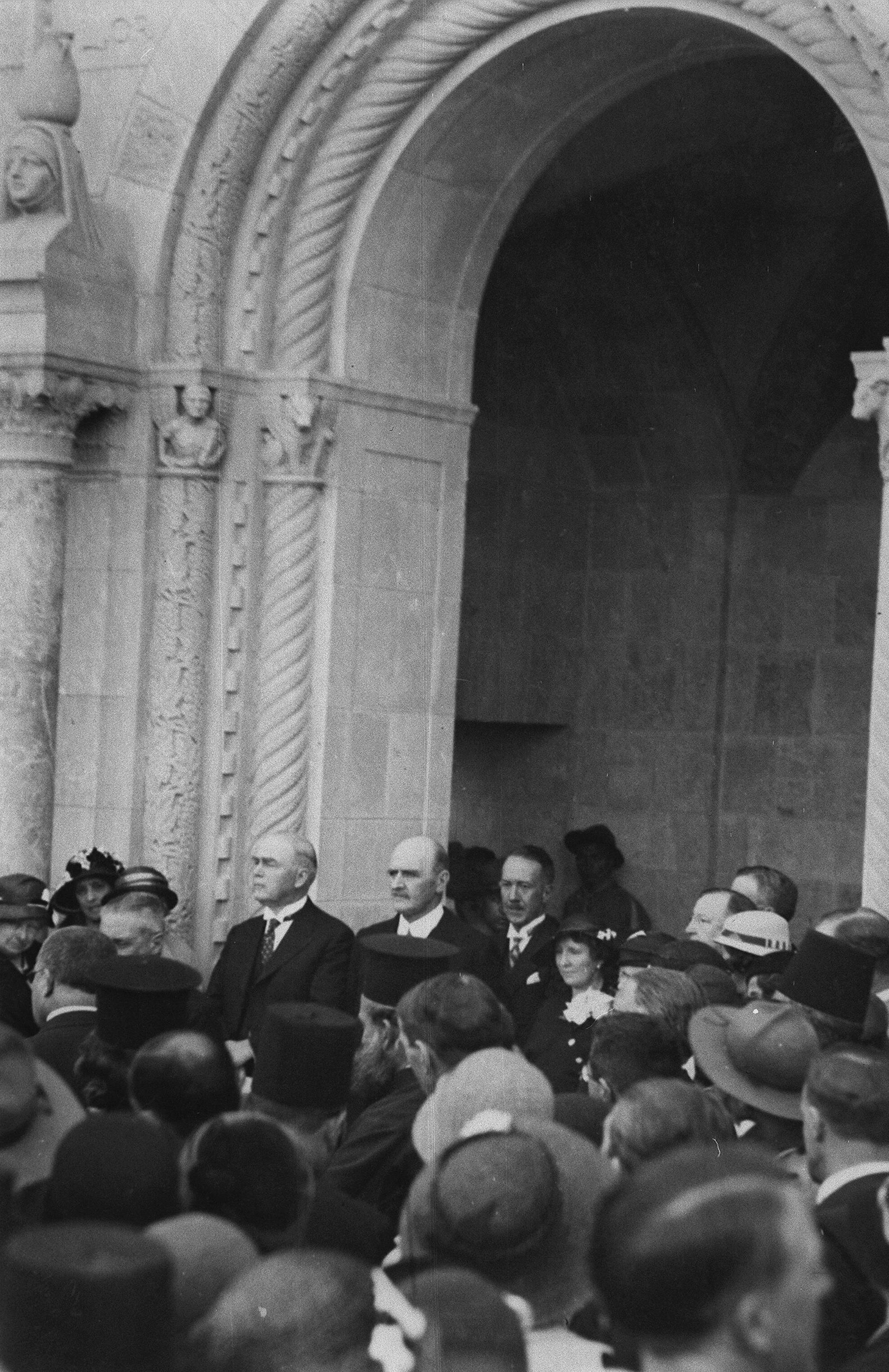
حفل افتتاح دار جمعية الشبان المسيحية في القدس عام 1933.

عندما تم افتتاح المبنى في 18 أبريل 1933 حضر الحدث قادة الجمعية من جميع أنحاء العالم. تم وصف تفاصيل المبنى بأقواسه الأنيقة وقبابه وبرجه في الصحافة العالمية التي أشادت به على أنه منبع للحياة الثقافية والرياضية والاجتماعية والفكرية. حتى عام 1991 كان ملعب جمعية الشبان المسيحيين هو ملعب كرة القدم الوحيد في القدس.
في عام 1947 كانت جمعية الشبان المسيحيين مكانًا لمحادثات لجنة اليونسكوب التي أدت إلى خطة تقسيم الأمم المتحدة.

## وصف مبنى الجمعية
تم تصميم المبنى من قبل المهندس المعماري الأمريكي آرثر لوميس هارمون الذي صمم مبنى إمباير ستيت. يضم مبنى الجمعية بالقدس أول حمام سباحة مدفأ في المدينة وأول صالة للألعاب الرياضية مع أرضية خشبية. تم بث أول بث موسيقي لمحطة إذاعة صوت إسرائيل من قاعة جمعية الشبان المسيحيين.
ينقسم المبنى إلى ثلاثة أجزاء، يرمز إلى الثالوث المقدس (هناك أيضًا تفسيرات بديلة كرمز شعار المنظمة: توحيد العقل والروح والجسد أو أنه رمزا للأديان التوحيدية الثلاث الرئيسية - المسيحية واليهودية والإسلام). يحتوي المبنى على فندق يدعى YMCA Three Arches وقاعات مؤتمرات وفنون أداء، ومرافق رياضية مثل حمام سباحة وصالة ألعاب رياضية وأكثر من ذلك.

## جوقة الشباب
جوقة جمعية الشبان المسيحيين بالقدس هي مجموعة من المغنيين الشباب بين الأديان (المسيحية والإسلامية واليهودية). تشجع جوقة الشباب من القدس الشرقية والقدس الغربية للعمل معا ليصبحوا قادة للسلام في مجتمعاتهم المحلية من خلال توفير مساحة حيث يمكن أن تشارك بعضها البعض في حوار موسيقي.
قامت جوقة الشباب وكورال كنيسة القديس جان بابتيست الرومانية الكاثوليكية بتقديم عرض لأغنية Three Dog Night " Joy to the World " في حلقة برنامج The Late Show مع ستيفن كولبرت في 24 سبتمبر 2015 للاحتفال برحلة البابا فرانسيس إلى الولايات المتحدة.
ملعب جمعية الشبان المسيحيين (بالعبرية: אצטדיון ימק"א) كان الاستاد الرياضي الوحيد في المدينة حتى عام 1991 ومنزل نادي بيتار القدس لكرة القدم حتى بناء ملعب تيدي في المالحة في التسعينيات. تم هدمه من قبل المطورين لإفساح الطريق لمشروع الإسكان الفاخر ومحكمة الملك ديفيد.